# Atombombe (Rose)
Die Rosensorte ‘Atombombe’ (syn. ‘Atomflash’, ‘Atom Bomb’, ‘Velvet Robe’) ist eine orange bis feurig-scharlachrote, öfterblühende Floribundarose, die von Wilhelm Kordes II. 1953 in Deutschland eingeführt wurde. Sie wurde aus der Kreuzung der 1951 ebenfalls von Wilhelm Kordes II gezüchteten roten Floribundarose ‘Obergärtner Wiebecke’  und der orangeroten Floribundarose ‘Independence’ (syn. ‘Kordes Sondermeldung’) gezüchtet.

## Namensgebung
Nach Aussage des Züchters Wilhelm Kordes II. sollte die neue Rosenzüchtung mit der charakteristischen leuchtenden Farbe beim Kunden einschlagen "wie eine Atombombe". Beim Käufer fand die Rosenzüchtung trotz der außergewöhnlich leuchtenden Farbe jedoch auch aufgrund des Namens wenig Anklang und wurde relativ schnell wieder vom Markt genommen.

## Ausbildung
Die starkwüchsige Rose ‘Atombombe’ bildet einen hoch aufgewachsenen Strauch aus. Die Rosenpflanze wird bis zu 300 cm hoch und bis zu 100 cm breit. Die in großen Büscheln angeordneten, orangen bis scharlachroten, 6 bis 7 cm großen Blüten werden aus etwa 28 gebogenen Petalen gebildet. Die nicht duftenden, doppelt gefüllten Blüten halten außerordentlich lange.
Die Rose ‘Atombombe’ besitzt glänzende, mittelgrüne, gesunde Blätter. Die Rose eignet sich zur kontrastreichen Hintergrundbepflanzung von niedrigen Blumenrabatten in Gärten und findet gelegentlich Verwendung als Schnittblume. Die remontierende Rose ist winterhart (USDA-Klimazone 6b bis 9b) und resistent gegenüber den bekannten Rosenkrankheiten.
Die Rosensorte ‘Atombombe’ wird aufgrund der charakteristischen leuchtend roten Farbe in zahlreichen Rosarien und Gärten der Welt, unter anderem im Rosarium Petrović, im Carla Fineschi Foundation Rose Garden, im Rosarium Borova Hora in Zvolen sowie im Botanischen Garten in Tallinn gezeigt.
Ein Jahr vor der Markteinführung wurde die Rosenzüchtung ‘Atombombe’ mit 78,5 Punkten als ADR-Rose (Nr. 4925) ausgezeichnet. Aufgrund der Veränderung der Qualitätskriterien wurde das Prädikat später wieder aberkannt.